# Paul Rutherford (Posaunist)

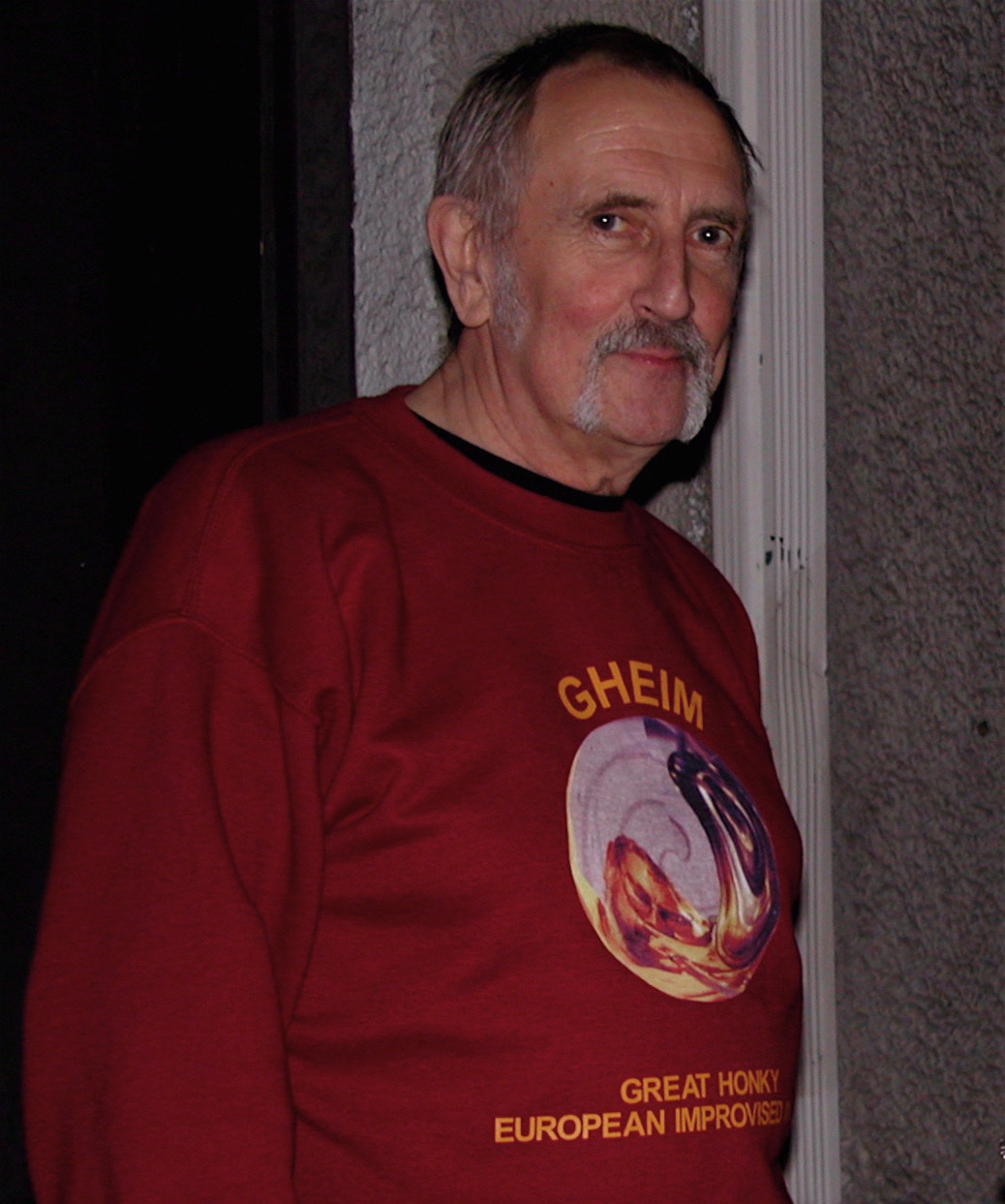
Paul Rutherford (2005)

Paul William Rutherford (* 29. Februar 1940 in Greenwich, London; † 5. August 2007) war ein britischer Posaunist, der im Bereich des Jazz und der freien Improvisation tätig war. 

## Leben und Wirken
Rutherford spielte ursprünglich Saxophon und wechselte zur Posaune. Während der 1960er Jahre war er an der Guildhall School of Music and Drama lehrend tätig. Er spielte zunächst mit Trevor Watts und John Stevens im Spontaneous Music Ensemble. 1970 gründete Rutherford mit Gitarrist Derek Bailey und Bassist Barry Guy das Trio Iskra 1903, das in dieser Besetzung bis 1973 aktiv war (dann mit Phil Wachsmann) und sich vom Free Jazz in Richtung freie Improvisation bewegte. Daneben spielte er im Mike Westbrook Orchestra, im London Jazz Composers Orchestra, im Trio mit Evan Parker und Anthony Braxton sowie im Duo mit Paul Lovens oder Paul Rogers. Er war neben Albert Mangelsdorff der erste Posaunist, der Solo-Improvisationen spielte und im Jazzbereich auf Multiphonics zurückgriff. Sein erstes Solo-Album The Gentle Harm of the Bourgeoisie (1974) ist hier besonders zu erwähnen. Seit 1970 spielte er im Globe Unity Orchestra; außerdem war er im Quintet Modern, im London Improvisers Orchestra und mit einem eigenen Trio aktiv.  Anfang der 1990er Jahre war er Mitglied im Dedication Orchestra.